# Stranraer FC
Stranraer FC is een Schotse voetbalclub uit Stranraer in Dumfries and Galloway.
De club werd in 1870 opgericht en is daarmee de op twee na oudste nog bestaande club in de Scottish Football League. Stranraer FC werd in 1949 tot de League toegelaten.
Stranraer speelde vooral in de 2de en 3de klasse. In 1995 degradeerde de club uit de First Division (2de klasse) en kon na 3 seizoenen terug promoveren. Maar na één seizoen degradeerde de club opnieuw en verbleef de volgende 4 seizoenen in de 3de klasse. In 2003 had de club een goed bekerseizoen en haalde de kwartfinale. Dit weerspiegelt echter niet de competitie, want daar degradeerde de club. Voor het eerst speelde de club in de 4de klasse en kon daar meteen de titel pakken.
Het volgende seizoen verbaasde de club iedereen door het hele seizoen in de top 2 te blijven en te promoveren naar de 2de klasse, maar net zoals de vorige pogingen degradeerde de club opnieuw na één seizoen en speelt zodoende in 2006/07 opnieuw in de derde klasse. Na dit seizoen degradeerde de club zelfs naar de vierde klasse. In 2007/08 eindigden ze op de tweede plaats en konden ze via play-offs terug naar de Second Division promoveren. Na één seizoen degradeerde de club echter weer. In 2012 promoveerde de club opnieuw en sindsdien zijn ze een vaste waarde in de Scottish League One.

## Erelijst
- Scottish Football League Second Division

Winnaar (2): 1993/94, 1997/98
- Scottish Football League Third Division

Winnaar (1): 2003/04
- Scottish League Challenge Cup

Winnaar (1): 1996

## Eindklasseringen
| 8 |

| 6 |

| 4 |

| 7 |

| 3 |

| 8 |

| 12 |

| 7 |

| 18 |

| 16 |

| 17 |

| 4 |

| 7 |

| 5 |

| 8 |

| 6 |

| 15 |

| 15 |

| 18 |

| 8 |

| 17 |

| 19 |

| 6 |

| 15 |

| 9 |

| 14 |

| 7 |

| 4 |

| 11 |

| 9 |

| 11 |

| 14 |

| 14 |

| 12 |

| 8 |

| 11 |

| 14 |

| 10 |

| 14 |

| 11 |

| 8 |

| 6 |

| 10 |

| 3 |

| 1 |

| 10 |

| 8 |

| 8 |

| 1 |

| 10 |

| 6 |

| 4 |

| 7 |

| 9 |

| 1 |

| 2 |

| 9 |

| 9 |

| 2 |

| 10 |

| 7 |

| 5 |

| 3 |

| 8 |

| 3 |

| 2 |

| 4 |

| 7 |

| 5 |

| 8 |

| 10 |

| 4 |

| 6 |

| 7 |

| 10 |

| 8 |

| Niveau 1 | Niveau 2 | Niveau 3 | Niveau 4 |

| Periode    | Niveau 1                | Niveau 2              | Niveau 3            | Niveau 4            |
| 1893-1975  | Division One            | Division Two          | Division Three      | --                  |
| 1975-1998  | Premier Division        | First Division        | Second Division     | Third Division      |
| 1998-2013  | Scottish Premier League | First Division        | Second Division     | Third Division      |
| 2013-heden | Scottish Premiership    | Scottish Championship | Scottish League One | Scottish League Two |

## Records
- Aantal toeschouwers: 6.500 tegen Rangers FC 1948
- Grootste overwinning: 7-0 tegen Brechin City in 1965
- Grootste nederlaag: 1-11 tegen Queen of the South in 1932

Annan Athletic ·
Clyde FC ·
Dumbarton ·
East Kilbride FC ·
Edinburgh City ·
Elgin City ·
Forfar Athletic FC ·
Stirling Albion ·
Stranraer FC ·
The Spartans